# انگواس
انگواس (به فرانسوی: Angoisse) یک کمون در فرانسه است که در canton of Lanouaille واقع شده‌است. انگواس ۲۳٫۱۳ کیلومتر مربع مساحت دارد ۳۴۱ متر بالاتر از سطح دریا واقع شده‌است.